# سروش رفيعي
سروش رفيعي ((بالفارسية: سروش رفیعی‏)؛ مواليد 24 مارس 1990 في شيراز) هو لاعب كرة قدم إيراني يلعب كلاعب وسط . استدعاه المدرب كارلوس كيروش إلى صفوف المنتخب الإيراني في أكتوبر 2014. ولعب أول مباراة دولية له أمام كوريا الجنوبية في 18 نوفمبر 2014. وتم استدعاءه للمشاركة مع إيران في كأس آسيا 2015 في 31 ديسمبر 2014.
لعب سابقاً في نادي الخور القطري .

## روابط خارجية
- سروش رفيعي على موقع قاعدة بيانات كرة القدم.إي يو (الإنجليزية)
- سروش رفيعي على موقع ناشيونال فوتبول تيمز (الإنجليزية)
- سروش رفيعي على موقع Soccerway.com (الإنجليزية)